# Municipio de Sayaxché
Municipio de Sayaxché är en kommun i Guatemala.   Den ligger i departementet Petén, i den norra delen av landet, 210 km norr om huvudstaden Guatemala City. Antalet invånare är 47 693.